# Vrijdaggroep
De Vrijdaggroep (Frans: Groupe Vendredi) is een Belgische denktank van jonge Belgische talenten (25-35 jaar) die ijveren voor innovatieve antwoorden op maatschappelijke uitdagingen.

## Geschiedenis
De Vrijdaggroep werd in april 2013 opgericht met de steun van de Koning Boudewijnstichting. In een eerste rapport bogen zeventien jonge experts zich over een manier om de Belgische belangen in de wereld te verdedigen. Onder de initiatiefnemers van de denktank was politicoloog Jonathan Holslag (VUB). Eerste voorzitter werd Open Vld-kabinetsmedewerker Brieuc Van Damme. In april 2018 werd hij als voorzitter opgevolgd door Audrey Hanard.

## (Oud-)leden
Bekende oud-leden van de Vrijdaggroep zijn PS-politicus en staatssecretaris Thomas Dermine, CD&V-politicus en staatssecretaris Sammy Mahdi, VUB-professor en politicoloog Jonathan Holslag en bpost-voorzitter Audrey Hanard.